# 情動の科学的解明と教育等への応用に関する検討会
情動の科学的解明と教育等への応用に関する検討会（じょうどうのかがくてきかいめいときょういくとうへのおうようにかんするけんとうかい）は、2004年12月21日に設置された文部科学省の検討会。「子どもの情動等に関して科学的に解明するとともに、その成果を集約し、教育等へ応用させていくための諸方策について検討すること」を主題としている。2005年1月から8月まで毎月1回開催され、2005年10月には報告書を出している。2006年3月31日まで実施された。

## 検討委員
- 座長
  - 有馬朗人（財団法人日本科学技術振興財団会長）
- 委員
  - 伊藤良子（京都大学大学院教育学研究科教授）
  - 内田伸子（お茶の水女子大学副学長・理事）
  - 江澤郁子（日本女子大学名誉教授、戸板女子短期大学学長）
  - 門脇厚司（筑波学院大学学長）
  - 澤口俊之（北海道大学医学部教授）
  - 白瀧貞昭（武庫川女子大学文学部教授）
  - 津本忠治（理化学研究所脳科学総合研究センターチームリーダ）
  - 十一元三（京都大学医学部保健学科教授）
  - 宮本信也（筑波大学大学院人間総合科学研究科教授）
  - 森則夫（浜松医科大学医学部精神神経科教授）
  - 森田洋司（大阪樟蔭女子大学人間科学部教授）